# 苏精诚
苏精诚（1915年—1941年），福建省龙海区东泗乡虎渡村人，中国工农红军、八路军将领。
1932年，苏精诚加入中国工农红军。1936年，随红一军团参加长征，为红四师和红一师的政治部宣传科长。1937年，随部参加八路军，为115师343旅686团政委，参加平型关战役。1939年，改为129师386旅政治部主任兼太岳军区政治部主任。1941年1月27日，在位于太行山西麓的山西省武乡县与日军战斗中牺牲。
苏精诚是八路军在抗战时期牺牲的12位较为著名的高级将领之一。2014年9月1日，民政部公布了第一批300名著名抗日英烈和英雄群体名录，苏精诚名列其中